# Pararsenolamprite
La pararsenolamprite è un minerale descritto nel 2001 in base ad una scoperta avvenuta nella miniera di Mukuno nella prefettura di Ōita in Giappone ed approvato dall'IMA. Il minerale è un allotropo dell'arsenico ed il nome è stato attribuito in relazione alla sua somiglianza con l'arsenolamprite.
La pararsenolamprite è molto più resistente all'alterazione dell'arsenico nativo, probabilmente perché i legami fra gli atomi sono più forti. Anche il contenuto di antimonio potrebbe incrementare la resistenza all'alterazione.

## Morfologia
La pararsenolamprite è stata trovata sotto forma di aggregati radiali o paralleli di piccoli cristalli lamellari lunghi fino a 0,8mm. Sono stati trovati anche rari cristalli euedrali allungati secondo [100] ed appiattiti secondo (001).

## Origine e giacitura
La pararsenolamprite è stata scoperta in vene di quarzo di origine idrotermale associata con arsenico nativo e stibnite. Solitamente si sviluppa su aggregati colloformi di arsenico nativo.